# Nancy Bayley
Nancy Bayley (* 28. September 1899 in The Dalles; † 25. November 1994 in Carmel-by-the-Sea) war eine US-amerikanische Entwicklungspsychologin, die vor allem durch ihre Arbeit an der Berkeley Growth Study und den von ihr konzipierten Bayley Scales of Infant Development bekannt wurde; sie hat zuletzt an der University of California, Berkeley geforscht und gelehrt.

## Leben
Sie stammte aus einer amerikanischen Pionierfamilie und war das vierte von fünf Kindern von Prudence Cooper Bayley und Fredrick W. Bayley. Ihr Vater leitete die Lebensmittelabteilung eines großen Kaufhauses und ihre Mutter kümmerte sich um ihre Familie. Bis zum Alter von acht Jahren war sie ein kränkliches Kind und konnte keine Schule besuchen. Nachdem sie die versäumte Schulzeit nachgeholt hatte, wurde sie von einem High-School-Freund dazu angeregt, die Möglichkeit eines College-Besuchs in Betracht zu ziehen. Nancys Mutter ermutigte sie, von zu Hause wegzuziehen, und vermietete ihr Zimmer, um das Schulgeld zu bezahlen. Sie besuchte die University of Washington mit dem Ziel, Englischlehrerin zu werden. Aber nachdem sie einen Einführungskurs in Psychologie bei Edwin Ray Guthrie gemacht hatte und mit den Entwicklern des Stanford-Binet-Test bekannt geworden war, änderte sie ihren Weg und begann sich für Psychologie zu interessieren. Sie machte 1922 ihren Bachelor-Abschluss und 1924 ihren Master of Science-Abschluss an der University of Washington, wobei sie die Konstruktion von Leistungstests für Kinder im Vorschulalter untersuchte. Danach promovierte (Ph.D.) sie in Psychologie an der University of Iowa; für ihre Promotion führte sie eine der ersten Studien über die Ängste von Kindern durch, bei der als Indikator für Angst galvanische Hautreaktionen verwendet wurden. In dieser Zeit arbeitete sie auch in einem von der Universität betriebenen Kindergarten. Ihr Studium schloss sie 1926 an ab. Danach wurde sie für zwei Jahre Professorin für Psychologie an der University of Wyoming. Sie interessierte sich mehr für die Erforschung von Kindern als für die akademische Lehre. Ihrem Interesse folgend, zog sie 1928 nach Berkeley, um sich dem neu gegründeten Institute for Welfare (später Institute for Human Development) an der University of California, Berkeley, anzuschließen.
Zwischen 1928 und 1954 hatte sie mehrere gleichzeitige und wechselnde Positionen an der Stanford University und der University of Maryland inne. 1946 kehrte sie jedoch an die University of California zurück, bevor sie 1954 wieder nach Maryland ging. Hier verbrachte sie ein Jahrzehnt am National Institute of Mental Health in Bethesda (Maryland) als Leiterin der Abteilung für kindliche Entwicklung. Obwohl sie in Maryland wohnte, behielt sie ihre Position an der University of California, als Forschungspsychologin und Verwalterin des Harold Ellis Jones Child Study Center des Institute of Human Development bei. 1964 kehrte sie an die University of California zurück, um die Ergebnisse ihrer Säuglingsstudie weiterzuverfolgen, und wurde 1968 emeritiert. Auch danach arbeitete sie weiterhin an der Überarbeitung der Bayley-Skalen für die geistige und motorische Entwicklung und war Beraterin bei intergenerationellen Längsschnittstudien, die in den folgenden Jahren in Berkeley durchgeführt wurden.

## Werk
In ihrem ersten Projekt, die Berkeley Growth Study an der University of California untersuchte sie 61 gesunde Neugeborene. Die Studie umfasste Längsschnittuntersuchungen zu Verhalten, motorischer Koordination, IQ, körperlicher Entwicklung, mütterlichem Verhalten gegenüber den Nachkommen, körperlicher Reifung und Körperbau. Auf der Grundlage ihrer Arbeit am Institute for Human Development veröffentlichte sie 1933 die California First Year Mental Scale und 1936 die California Infant Scale of Motor Development, die Vorläufer ihrer Bayley Scales of Infant Development von 1969, die sie erst nach ihrer Pensionierung veröffentlichte. Das Verfahren diente zur Messung der Entwicklung von Kleinkindern im Alter von 2–30 Monaten. Sie galten seinerzeit als die besten Instrumente zur Untersuchung von Kleinkindern und werden auch heute noch in modifizierter Form in Forschung und Praxis eingesetzt. In der Arbeit untersuchte sie einige der möglichen Umweltkorrelate der motorischen und geistigen Entwicklung, einschließlich der elterlichen Bildung, der sozialen Schicht und des Einkommens. Anhand der in der Berkeley Growth Study gewonnenen Daten konnte Bayley auch die Größe des Kindes mit der späteren Größe des Erwachsenen in Beziehung setzen. In den 1940er Jahren wurden diese Ergebnisse in Form von Tabellen veröffentlicht, welche die Erwachsenengröße auf der Grundlage der aktuellen Kindergröße vorhersagten. In den 1950er Jahren ermöglichten Fortschritte in der Röntgenauswertung eine Überarbeitung dieser Tabellen, um sie mit der Wachstumsrate in Einklang zu bringen, insbesondere damit, ob das Knochenwachstum noch stattfand. Diese Tabellen sind wichtige Hilfsmittel für Kinderärzte und Endokrinologen, die versuchen, Wachstumsanomalien zu diagnostizieren und zu behandeln.
Im Jahr 1931 filmten sie und Mary Cover Jones Sequenzen über die Entwicklung der kindlichen Fortbewegung im Alter von 6 bis 15 Monaten, um Kollegen und die Öffentlichkeit allgemein über die Ergebnisse der Entwicklungsforschung zu informieren. Ein weiterer Film wurde 1935 gedreht, der ihre Forschungen mit einem Säugling im Alter von einem Monat bis zu 12 Monaten dokumentierte.
In ihrer Zeit am National Institute of Mental Health nahm sie auch am National Collaborative Perinatal Project zur Erforschung von zerebraler Lähmung und anderen Störungen teil. Dabei wurden die Auswirkungen von Komplikationen während der Schwangerschaft oder der perinatalen Periode auf die Geburt und den Entwicklungsverlauf des Kindes, insbesondere auf neurologische Störungen, ermittelt. Sie untersuchte auch die Beziehung zwischen mütterlichem Verhalten, insbesondere Erziehungspraktiken, und der geistigen Entwicklung von Kindern. In weiteren Forschungsarbeiten stellte sie die Beständigkeit der Mutter-Kind-Beziehungen im Zeitverlauf sowie weitere Determinanten des mütterlichen Verhaltens für die kindliche Entwicklung heraus.

## Ehrungen
- Fellow der American Psychological Association (APA) und der American Association for the Advancement of Science
- 1982: Goldmedaille der American Psychological Foundation
- 1971: G. Stanley Hall Award für herausragende Beiträge zur Entwicklungspsychologie
- 1966: Distinguished Scientific Contribution Award der American Psychological Association
- 1961–1963: Präsidentin der Society for Research in Child Development
- 1953–1954: Präsidentin der Abteilung 7 (Entwicklungspsychologie) der American Psychological Association
- 1926: Mitglied von Sigma Xi

## Privates
In Berkeley lernte sie ihren Ehemann John R. Reid kennen, der dort Philosophie studierte. Sie heirateten am 27. April 1929. Sie verstarb mit 95 Jahren an einer Atemwegserkrankung.

## Publikationen (Auswahl)
Monografien
- Mit Glen P. Aylward: Bayley Scales of Infant and Toddler Development: Bayley-4 (Fourth Edition). Pearson, London 2019.
- Bayley Scales of Infant Development. Psychological Corporation, New York 1966.
  - Deutsche Bearbeitung: Gitta Reuner; Joachim Rosenkranz; Joachim Pietz; Ralf Horn: Bayley scales of infant development (2., korr. Aufl.). Pearson Assessment & Information, Frankfurt/M. 2008.
- Studies in the development of young children. University of California Press, Berkeley 1940.
- Monographs of the Society for Research in Child Development. Periodicals Service Co 1935, ISBN 978-0-527-01486-5.

Zeitschriftenartikel
- Behavioral correlates of mental growth: Birth to thirty-six years. In: American Psychologist, 1968, 23 (1), S. 1–17.
- On the growth of intelligence. In: American Psychologist, 1955, 70, S. 805–818.
- Consistency and variability in the growth of intelligence from birth to eighteen years. In: Journal of Genetic Psychology, 1949, 75, S. 165–196.
- Tables for predicting adult height from skeletal age and present height. In: Journal of Pediatrics, 1946, 28, S. 49–64.
- Mit H. E. Jones: The Berkeley growth study. In: Child Development, 1941, 12 (2), S. 167–173.
- Mit H. E. Jones: Environmental correlates of mental and motor development: A cumulative study from infancy to six years. In: Child Development, 1937, 8, S. 329–341.